# Bubq
Bubq è una frazione del comune di Croia in Albania (prefettura di Durazzo).
Fino alla riforma amministrativa del 2015 era comune autonomo, dopo la riforma è stato accorpato, insieme agli ex-comuni di Croia, Cudhi, Fushë Krujë, Kodër Thumanë e Nikël a costituire la municipalità di Croia.

## Località
Il comune era formato dall'insieme delle seguenti località:
- Bubq
- Bilaj
- Budull
- Mazhe Madhe
- Mazhe Vogel
- Mallkuc
- Murqin